# Milan Aleksić
Milan Aleksić (em sérvio:  Милан Алексић; Belgrado, 13 de maio de 1986) é um jogador de polo aquático sérvio, campeão olímpico.

## Carreira

### Jogos Olímpicos
Aleksić fez parte do elenco bronze olímpico de Londres 2012. Quatro anos depois integrou a equipe da Sérvia medalha de ouro nos Jogos do Rio de Janeiro.